# Ruisseau de l'Altaret
Le ruisseau de l'Altaret ou ruisseau d'Allenc est une  rivière du Sud-Ouest de la France dans le département de la Lozère, en ancienne région Languedoc-Roussillon, donc en nouvelle région Occitanie, sous-affluent de la Garonne par le Lot.

## Géographie
De 11,4 km de longueur, le ruisseau de l'Altaret prend sa source dans le département de la Lozère commune de Allenc dans le parc national des Cévennes et se jette dans le Lot en rive droite sur la commune de Chadenet sous le nom de ruisseau d'Allenc.

### Départements et communes traversées
- Lozère : Allenc, Chadenet, Saint-Julien-du-Tournel.

## Principaux affluents
- Ruisseau de Bourdaric : 3 km
- Ruisseau de Beyrac : 3,3 km